# Wikstroemia paxiana
Wikstroemia paxiana är en tibastväxtart som beskrevs av H. Winkler. Wikstroemia paxiana ingår i släktet Wikstroemia och familjen tibastväxter. Inga underarter finns listade i Catalogue of Life.